# Wilhelm Hempfing

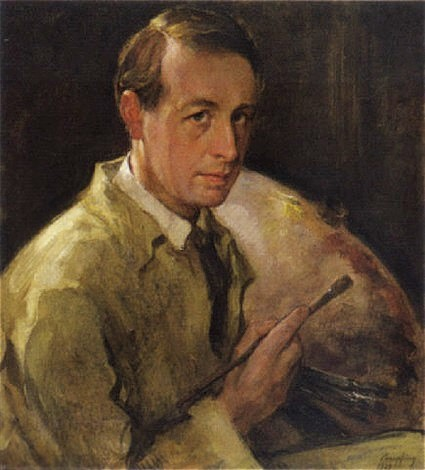
Selbstporträt (1929)

Wilhelm Hempfing (* 15. Juli 1886 in Schönau (Odenwald); † 6. Juni 1948 in Karlsruhe) war ein deutscher Maler und Radierer.

## Leben
Wilhelm Hempfing war der Sohn eines Fabrikdirektors. Nach Abschluss der Oberrealschule in Heidelberg begann er auf Wunsch des Vaters eine Ausbildung zum Zeichenlehrer. Dazu besuchte er die Großherzoglich Badischen Kunstgewerbeschule in Karlsruhe und lernte Zeichnen bei August Groh (1871–1944) sowie Modellieren bei Fridolin Dietsche (1861–1908) und Otto Feist (1872–1939). Nach dem Abschluss des Studiums im Frühjahr 1907 arbeitete er als Zeichenlehrer in Tauberbischofsheim, Bühl und schließlich in Ettlingen. Vom Unterrichten unbefriedigt,  nahm er bereits im Herbst 1908 ein Kunststudium an der Großherzoglich-Badischen Akademie der Bildenden Künste in Karlsruhe auf, das er 1913 beendete. Hier war er Meisterschüler für figürliche Malerei bei Friedrich Fehr (1862–1927). Die Radierverfahren und Drucktechniken erlernte er bei Walter Conz (1872–1947).
Während der Studienzeit unternahm er Studienreisen nach den Niederlanden (1910), an die oberitalienischen Seen (1911), nach Paris und in die Bretagne (1913) und reichte bereits ab 1912 Arbeiten zu Sammelausstellungen ein. Am Ersten Weltkrieg nahm er im Badischen Train-Bataillon 14 und in der 75. Reserve-Division sowohl an der Ost- als auch an der Westfront zuletzt als Leutnant teil.
Nach dem Krieg setzte er seine Reisetätigkeit fort. Er hielt sich am Überlinger See, an der schleswig-holsteinischen Küste und auf der Insel Sylt auf und besuchte die französische Schweiz, Spanien und Marokko, Italien, Kroatien und die Inseln Hiddensee und Rügen.
In der Zeit des Nationalsozialismus war er Mitglied der Reichskammer der bildenden Künste. Für diese Zeit ist seine Teilnahme an 28 Ausstellungen sicher belegt, unter anderem von 1937 bis 1944 an allen Großen Deutschen Kunstausstellung im Haus der Deutschen Kunst in München.
Nach Bombenschäden an Wohnung und Atelier in Karlsruhe durch den Luftangriff vom 4. Dezember 1944 kam er bei dem späteren Kunsthändler und Auktionator Roman Ketterer in Eislingen bei Göppingen unter. Nach Kriegsende kehrte er nach Karlsruhe zurück.
Wilhelm Hempfing war verheiratet mit Olga Mathilde Wild. Das Ehepaar hatte zwei Töchter. Hempfing starb 61-jährig in Karlsruhe und wurde auf dem Hauptfriedhof beigesetzt.

## Werk
Hempfings Œuvre umfasst vorwiegend die Landschafts- und Aktmalerei, aber auch Porträts und Blumenbilder. Sehr produktiv war er auch mit der ihm eigenen, stark von Walter Conz beeinflussten Radiertechnik. Hempfing ist auch als Grafiker und Buchgestalter hervorgetreten.
In den 1920er-Jahren verdiente mit er den Lebensunterhalt mit Männer-, Frauen- und Kinderporträts. Sein persönliches Interesse aber galt der Aktmalerei sowohl im Innenraum als auch im Freien, hier vornehmlich in Badeszenen. Nach der Machtübernahme 1933 fanden die Nationalsozialisten Gefallen an seinen Bildern und hohe Funktionäre kauften seine Werke. So erwarben auf den Großen Deutschen Kunstausstellungen Joseph Goebbels (1897–1945) das Ölgemälde Der junge Tag, Wilhelm Brückner (1884–1954) Sitzender Halbakt einer Blondine und Julius Schaub (1898–1967) Sitzende Blondine. Dieser Akt wies laut Henry Picker (1912–1988) eine verblüffende Ähnlichkeit mit Eva Braun (1912–1945) auf und wurde wohl für Hitler (1889–1945) erworben. Hempfing war auch an der künstlerischen Ausgestaltung des Gebäudes der NS-Gauleitung Baden in Karlsruhe (Braunes Haus) mit ideologischen Wandbildern und Skulpturen beteiligt.

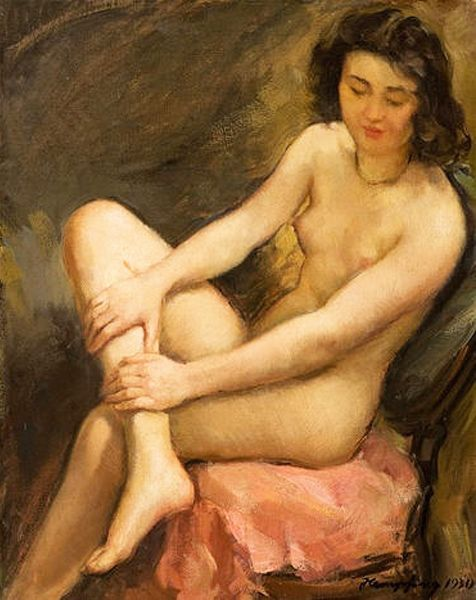
Mädchenakt, (Öl auf Leinwand, 1930)
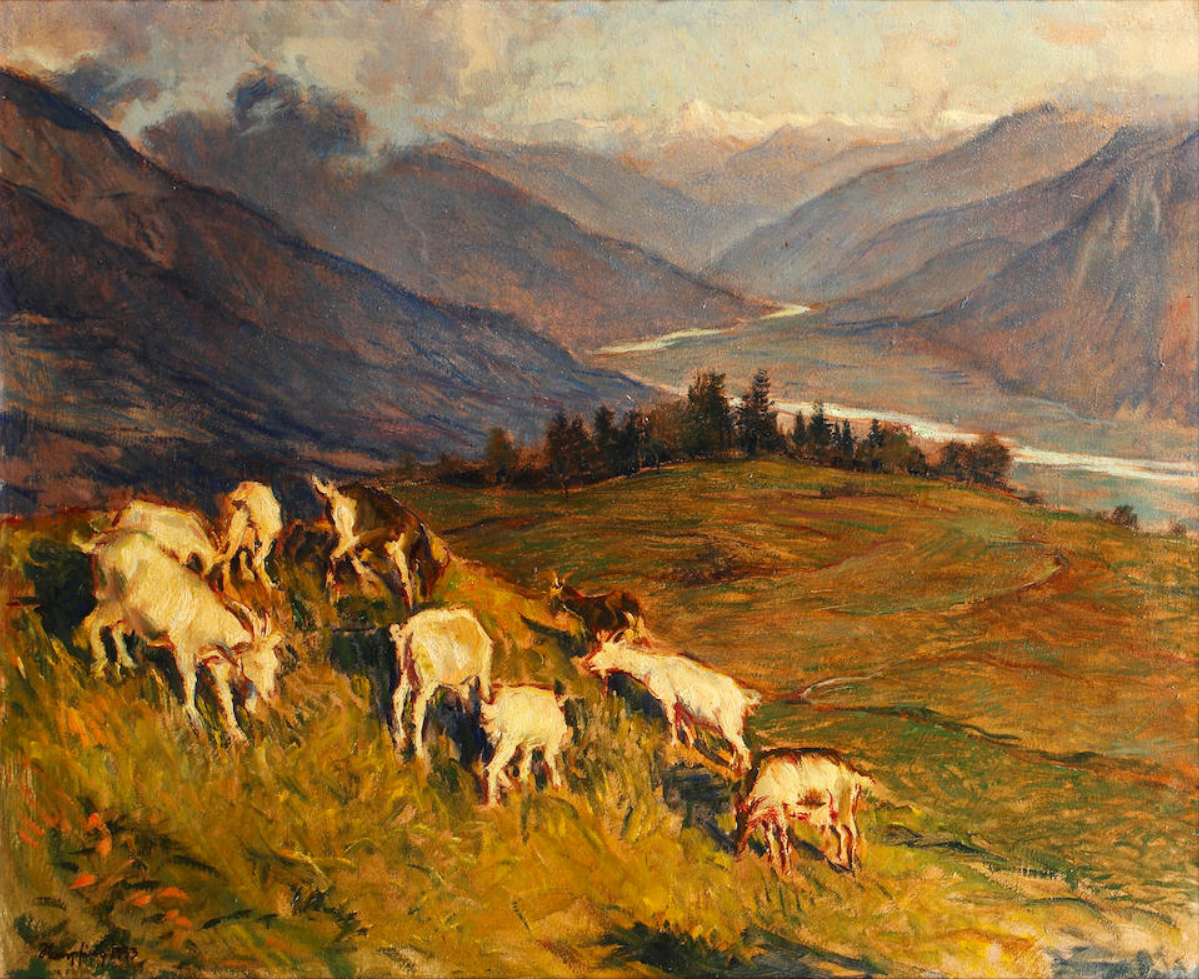
Grasende Ziegen am Hang (Öl auf Leinwand, 1933)
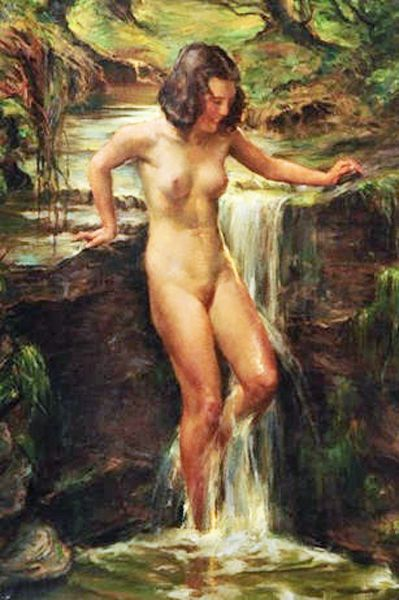
Nackte Waldnymphe am Wasserfall (Öl auf Leinwand, 1940)
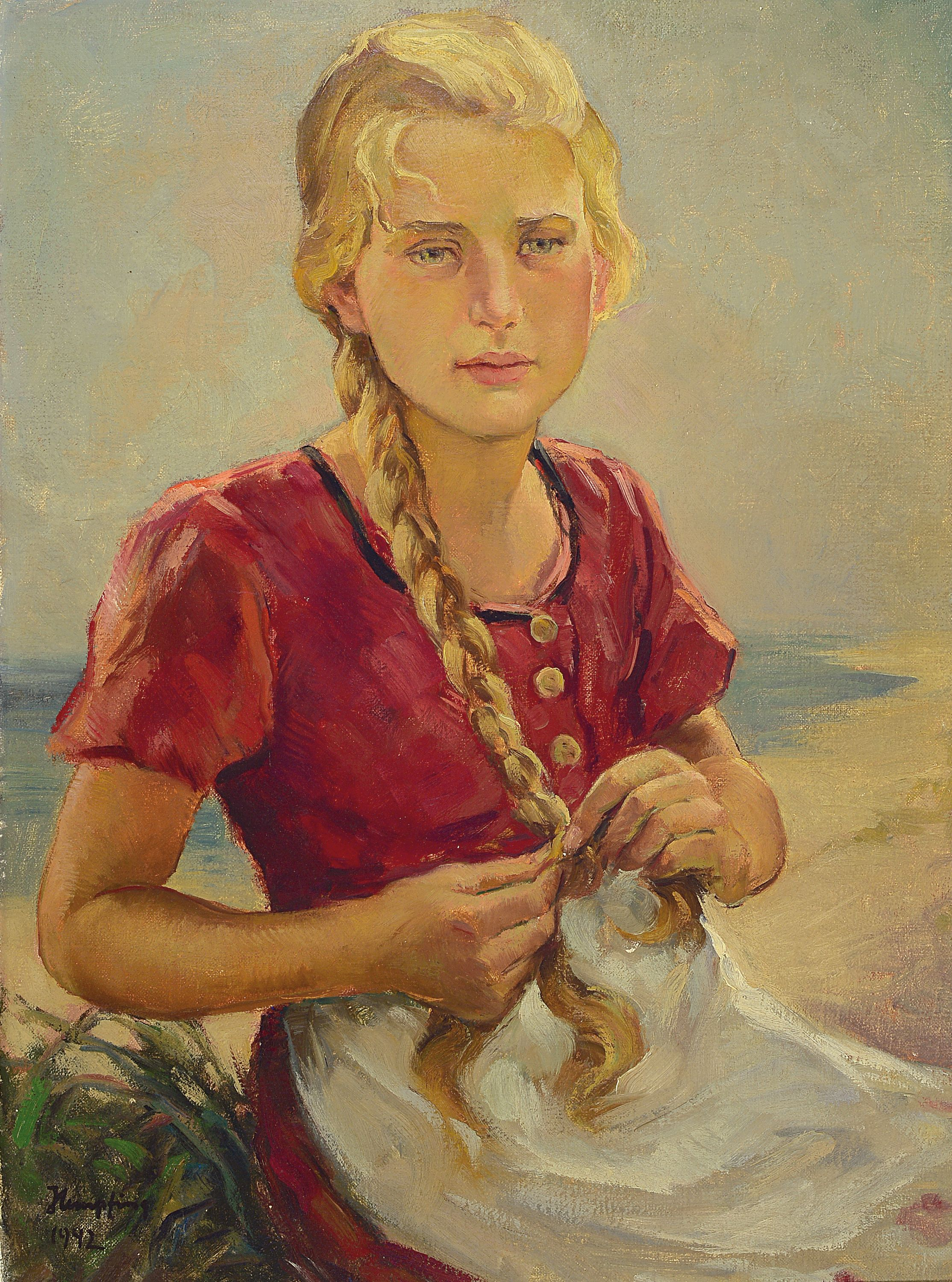
Mädchen vor der Wasserkante (Öl auf Leinwand, 1942)
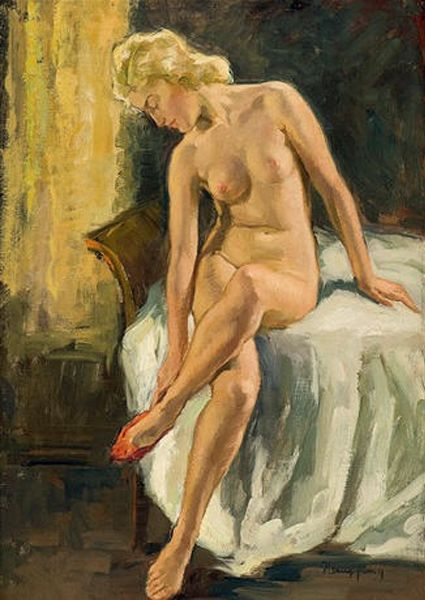
Akt mit rotem Schuh (Öl auf Karton)
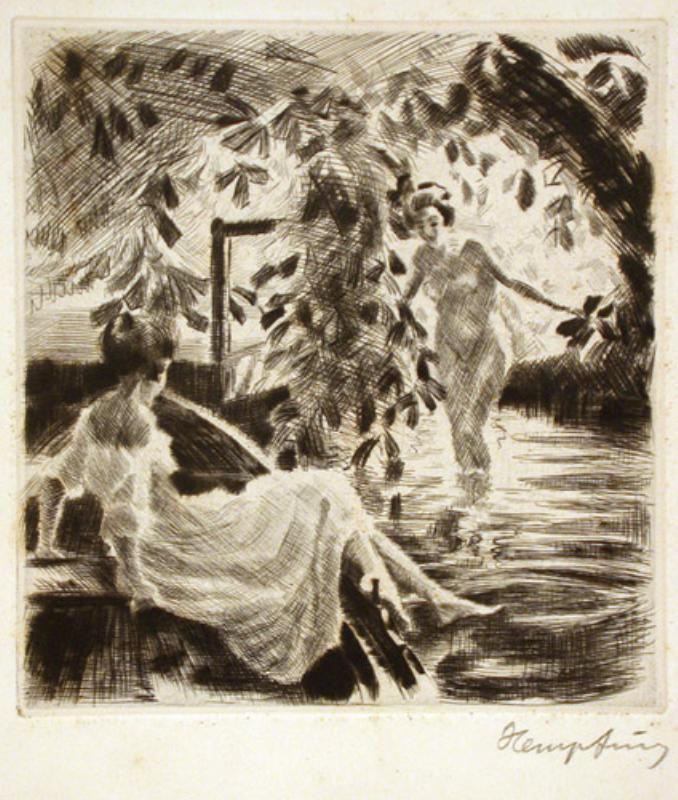
Badende, Radierung